# 米子市立和田小学校
米子市立和田小学校（よなごしりつ わだしょうがっこう）は、鳥取県米子市和田町にある公立小学校。

## 概要
明治時代以来の歴史を持つ小学校である。
PTA主催で「音楽フェスティバル」や、米子北高等学校の吹奏楽部を招いた「北高ふれあいコンサート」というコンサートを毎年開催していた。

## 歴史
- 1873年（明治6年）5月 - 和田小学校、和田村字堂森2574に創設[1]。
- 1882年（明治15年）10月 - 和田村字蒲沢1693に移転。
- 1887年（明治20年）1月 - 和田簡易小学校となる。
- 1890年（明治23年）5月 - 和田尋常小学校となる。
- 1941年（昭和16年）4月 - 国民学校令により、和田国民学校と改称。
- 1947年（昭和22年）
  - 4月 - 和田村立和田小学校と校名を変更。
  - 7月 - PTA創設される。
- 1954年（昭和29年）
  - 6月 - 米子市に合併し、校名が米子市立和田小学校となる。
  - 6月 - 現在地に移転。
- 1963年（昭和38年）2月 - 学校給食の開始。
- 1964年（昭和39年）10月 - 校歌制定。
- 1972年（昭和47年）7月 - 創立80周年記念式典を挙行。
- 1978年（昭和53年）1月 - 新校舎（現校舎）落成式。旧校舎解体。本校施設での給食を開始。
- 1992年（平成4年）2月 - 創立120周年記念式典を挙行。
- 2005年（平成17年）1月 - 創立130周年記念式典を挙行。
- 2011年（平成23年）11月 - PTAが“全国優良PTA文部科学大臣表彰”ならびに“日本PTA全国協議会表彰”を受ける。

## 教育目標
- 自分を見つめ
- なかまと支え合い
- たくましく生きる子の育成

## 行事
- 4月　すなはま遠足
- 5月　修学旅行
- 6月　宿泊学習（4年）
- 9月　運動会
- 11月　米子市合同音楽会　学習発表会
- 2月　スキー教室

## 通学区域
- 和田町[2]
  - 進学先中学校 - 米子市立美保中学校

## 交通
鉄道
- 西日本旅客鉄道境線 和田浜駅より約1km

バス
- 日ノ丸バス外浜線「和田農協前」より